# Michael Buffer
Michael Buffer (n. 2 de noviembre de 1944) es un anunciador del ring de boxeo y lucha libre profesional estadounidense. Es conocido por su característico eslogan «Let's get ready to rumble!» , que repite al principio de los combates que presenta (en castellano: «¡Prepárense para la pelea!»). Su medio-hermano, Bruce Buffer, es presentador de la UFC.
Comenzó su carrera como presentador de combates de boxeo en 1982, pero no fue hasta 1984 cuando usó la frase "Let's get ready to rumble!". Actualmente presenta en los eventos relacionados con el boxeo de las televisoras HBO y RTL Television de Alemania.
Hasta 2001 fue presentador de lucha profesional en la World Championship Wrestling (WCW) de los principales eventos en que participaban Hulk Hogan y otros luchadores importantes de la franquicia.
En 2008 presentó a la vigésima primera edición del Royal Rumble, la Royal Rumble 2008; un evento de la WWE.inc dónde nombró ganador a John Cena de dicho evento.
A lo largo de su carrera ha aparecido en otros torneos deportivos como la Serie Mundial, finales de la Copa Stanley, campeonatos de la NBA y eliminatorias de la NFL. También lo encontramos en la televisión y en diversas películas interpretando el papel de él mismo.
En 2015 presentó junto a Bruce el concierto "The Kingdom: Don Omar vs. Daddy Yankee" de los Reggaetoneros puertorriqueños Don Omar y Daddy Yankee.  Un año después presentó los Billboard Latin Music Awards 2016.

## Filmografía
- Dumbo (2019) - Baritone Bates
- Creed II (2018) - Él mismo
- Creed (2015) - Él mismo
- 2012 (2009) - Él mismo
- You Don't Mess with the Zohan (2008) - Walbridge
- Rocky Balboa (2006) – Él mismo
- Against the Ropes (2004) – Presentador de boxeo
- Dickie Roberts: Former Child Star (2003) – Él mismo
- The Extreme Adventures of Super Dave (2003) – Él mismo
- Game Over (2003) – Presentador  de boxeo
- More Than Famous (2003) – Él mismo
- Play It to the Bone (2003) – Él mismo
- Ready To Rumble (2000) – Él mismo
- Virtuosity (1995) - Presentador  de boxeo
- Prize Fighter (1993) – Presentador  de boxeo
- Rocky V (1990) – Presentador de boxeo
- Harlem Nights (1989) – Presentador de boxeo
- Homeboy (1988) – Presentador de boxeo